# مقربیه، قنا
مقربیه، روستایی از توابع شهرستان قوص در استان قنا و کشور مصر است.

## جمعیت
براساس سرشماری سال ۲۰۰۶ مصر، جمعیت آن ۷۵۰۸ نفر( ۳۶۲۹ مرد و ۳۸۷۹ زن ) بوده‌است.